# Синичкин (посёлок)
Сини́чкин — посёлок в Новохопёрском районе Воронежской области России.
Входит в состав Михайловского сельского поселения.

## Население
| 2010 |
| ---- |
| 10   |

## Улицы
В посёлке имеется одна улица — Советская.